# Microrregión del Pajeú
La Microrregión de Pajeú está compuesta por diecisiete municipios del estado de Pernambuco. Tiene clima semiárido en la mayoría de su territorio.
El escritor, folclorista y antropólogo Luís Cristóvão dos Santos dedicó gran parte de su obra al Valle del Pajeú, incluyendo su libro más conocido, Caminhos do Pajeú, y el inconcluso Paisagem Humana do Pajeú.

## Municipios
- Afogados da Ingazeira
- Brejinho
- Calumbi
- Carnaíba
- Flores
- Iguaraci
- Ingazeira
- Itapetim
- Quixaba
- Santa Cruz da Baixa Verde
- Santa Terezinha
- São José do Egito
- Serra Talhada
- Solidão
- Tabira
- Triunfo
- Tuparetama